# فیلیپ ووبوجینسکی
فیلیپ ووبوجینسکی (لهستانی: Filip Łobodziński؛ زادهٔ ۲۴ مارس ۱۹۵۹) بازیگر، صداپیشه، خواننده، موسیقی‌دان، نوازندۀ گیتار، مؤلف، روزنامه‌نگار و مترجم اهل لهستان است. او بازیگری را از خردسالی شروع کرد و دانش‌آموختهٔ دانشگاه ورشو است.
از فیلم‌ها یا مجموعه‌های تلویزیونی که وی در آن‌ها نقش داشته است، می‌توان به سفری برای یک لبخند، تیم و شمش‌سازان اشاره نمود.